# Casa di Apollo

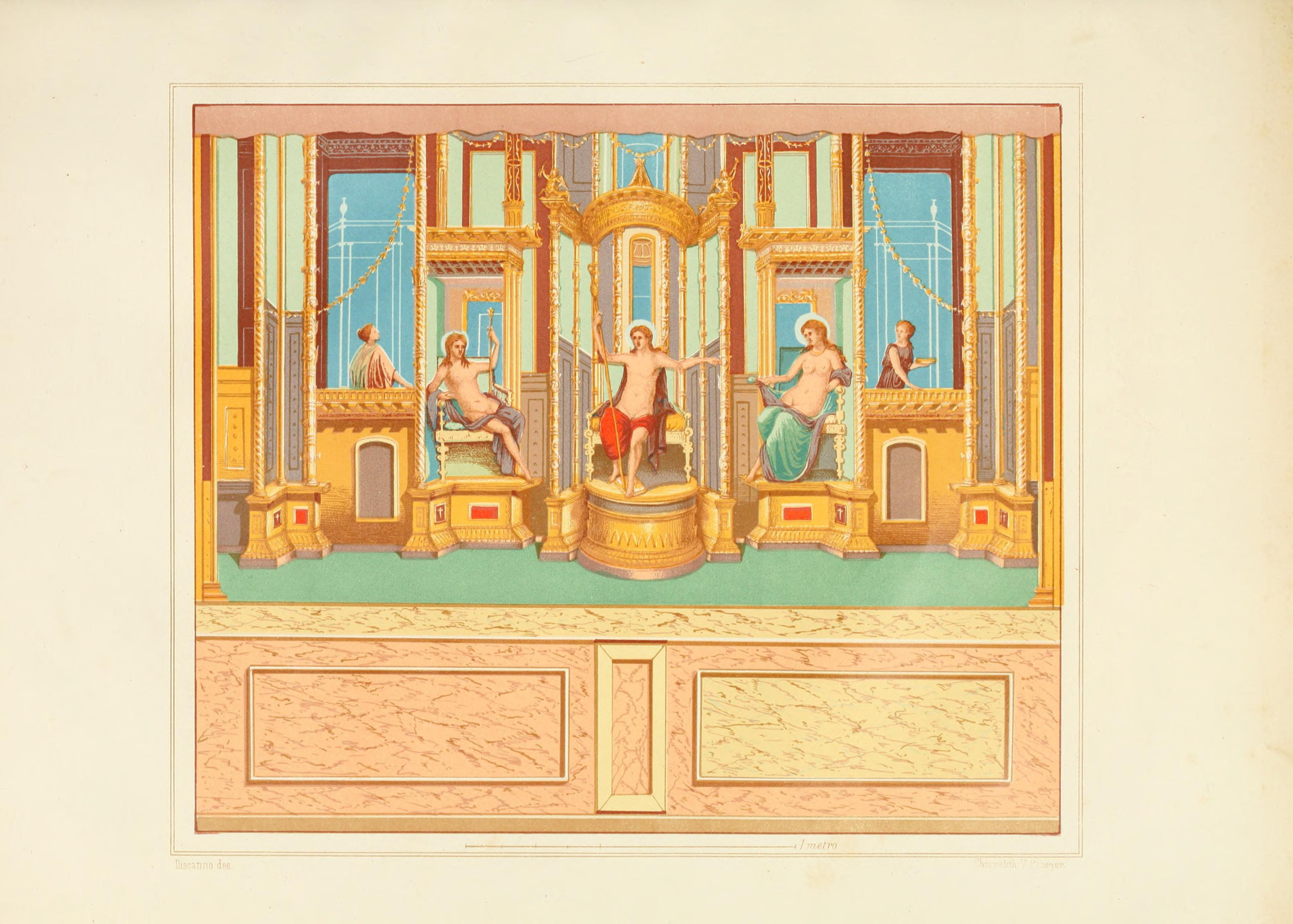
Malerei des 4. Stils mit Apollo im Zentrum, Kopie des 19. Jahrhunderts

Bei der Casa di Apollo (Haus des Apollo) handelt es sich um ein großes, reich ausgestattetes Wohnhaus einer wohlhabenden Familie in Pompeji (VI 7, 23). Das Haus wurde mit Unterbrechungen zwischen 1811 und 1840 ausgegraben. Wandmalereien und Statuen im Haus nehmen immer wieder Bezug auf Apollo, was ausschlaggebend für den modernen Namen des Hauses war. Das Haus war einst reich mit Mosaiken und Wandmalereien ausgeschmückt. Die figürlichen Mosaiken sind zum Teil nach der Ausgrabung nach Neapel gebracht worden, andere sind vor Ort belassen worden. Die Wandmalereien blieben vor Ort und sind heute zum Teil stark verblasst.
Im Haus fand sich ein Siegel, das A. Here(n)nueleis Communis nennt. Diese Person ist auch aus anderen Quellen bekannt und war vielleicht letzter Bewohner des Hauses. Das Haus hat einen unregelmäßigen Grundriss, was auf Umbauten zurückgeht. Es gibt zwei Atrien, einen Hof und einen großen Garten mit einem offenen Sommertriclinium. Neben diesem befindet sich ein Cubiculum (Schlafzimmer) mit aufwendigen architektonischen Malereien im 4. Stil, die Apollo im Zentrum zeigen. Eine Außenwand des Cubiculums zeigte einst Landschaftsmalereien. Auf der anderen Außenwand (zum Sommertriclinum orientiert) befindet sich heute noch ein Wandmosaik, das die Entdeckung Achilleus’ durch Odysseus zeigt. Wandmosaike sind eher selten in Pompeji. Das Bild selber ist von mindestens zehn anderen Kopien aus Pompeji bekannt und war offensichtlich sehr beliebt. Zu den Funden aus dem Haus gehören eine Bronzestatue des Apollo (Archäologisches Nationalmuseum Neapel, Inv. Nr. 5613) und ein Set chirurgischer Instrumente.

## Galerie

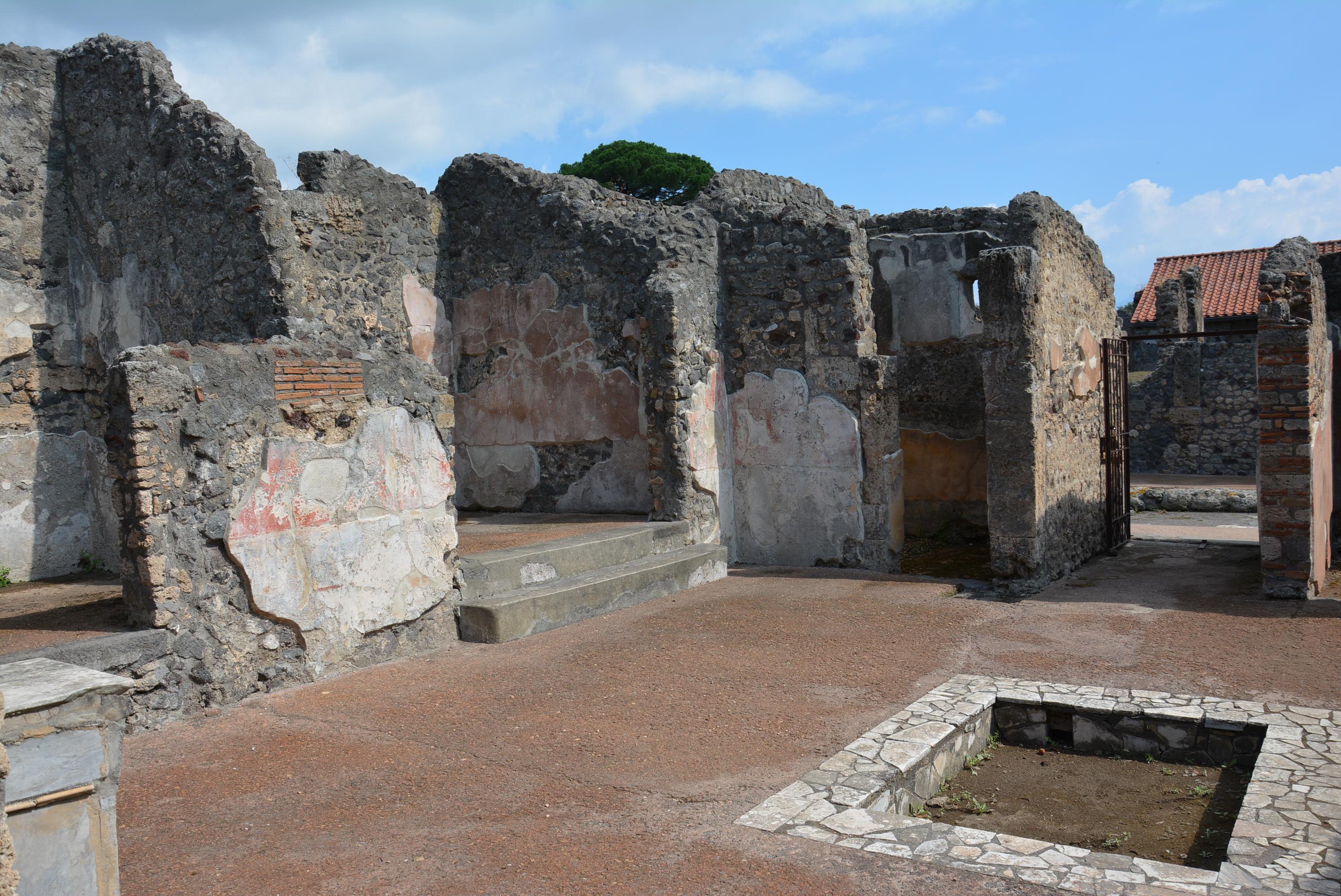
Atrium
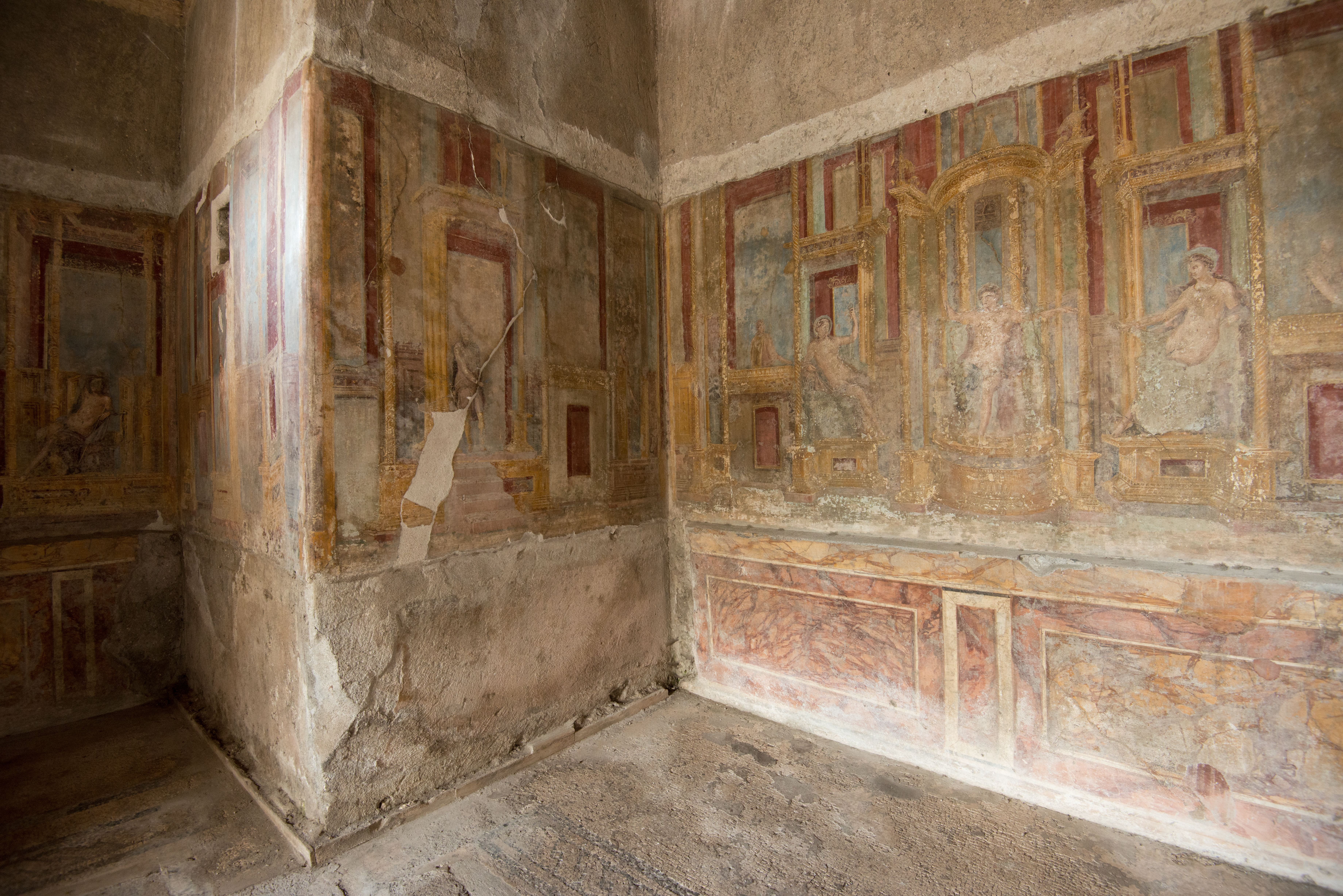
Raum mit aufwendiger Malerei im 4. Stil
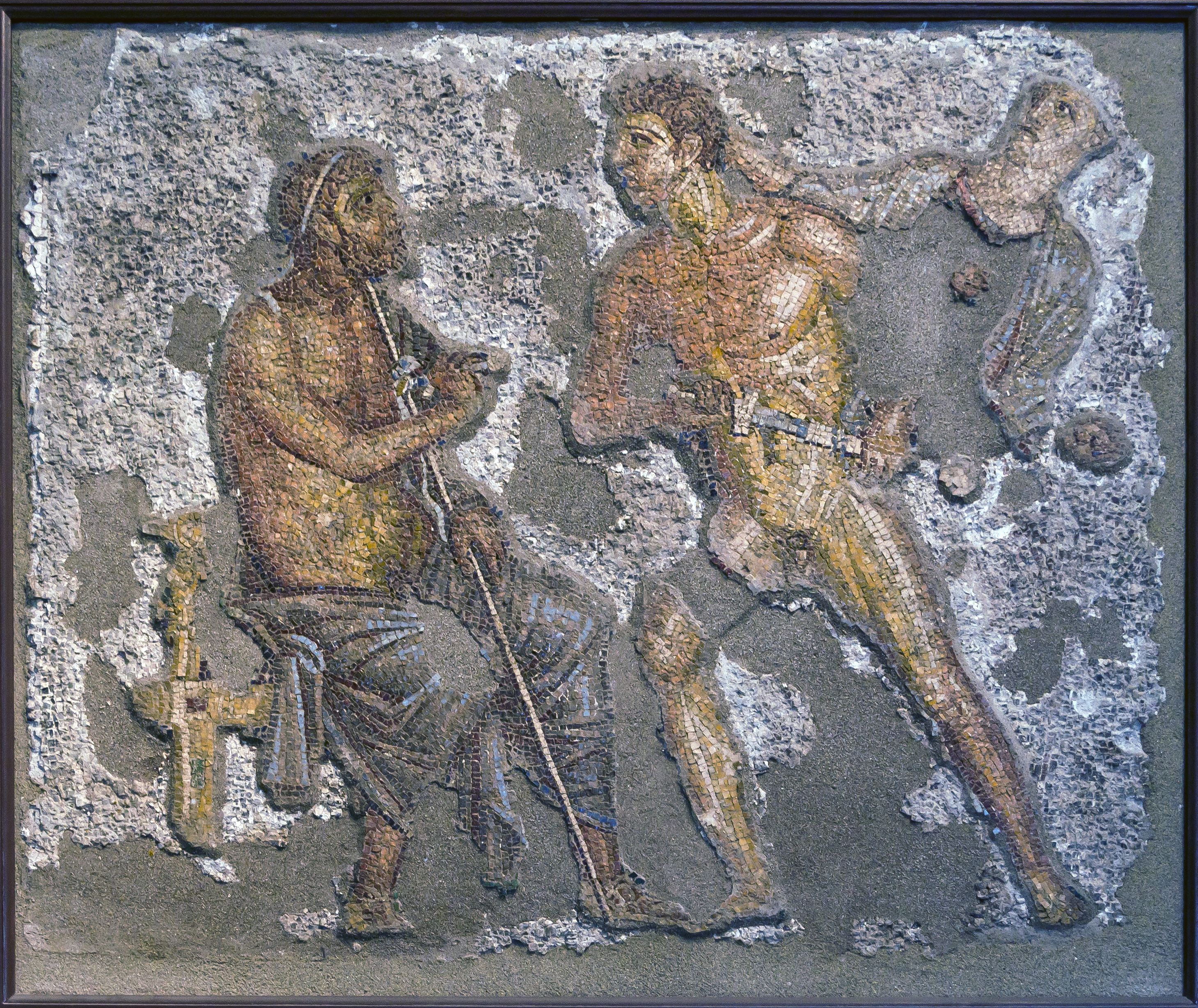
Mosaik: Achilles und Agamemnon (Neapel)
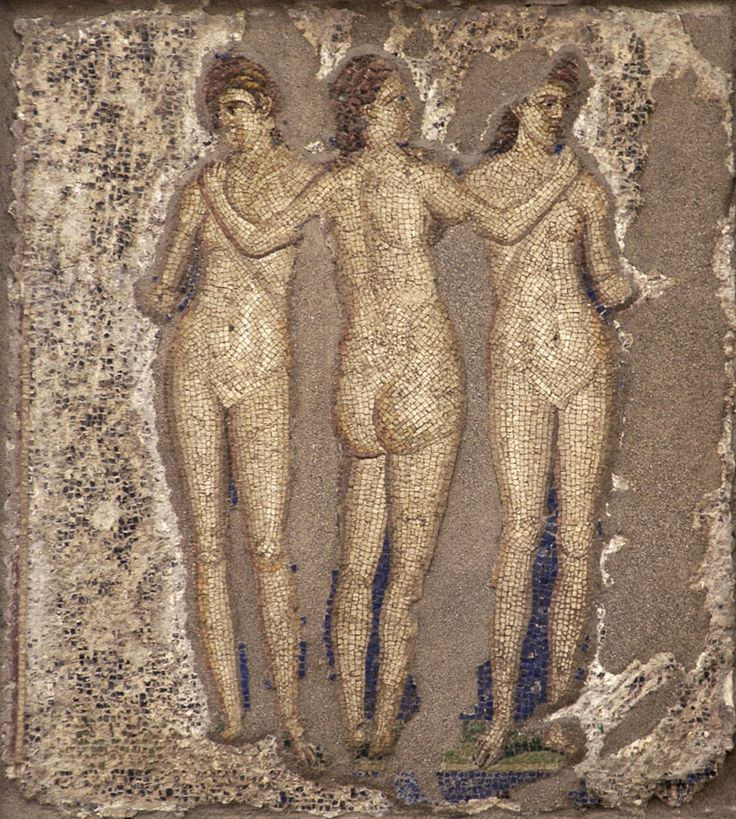
Mosaik: die drei Grazien (Neapel)
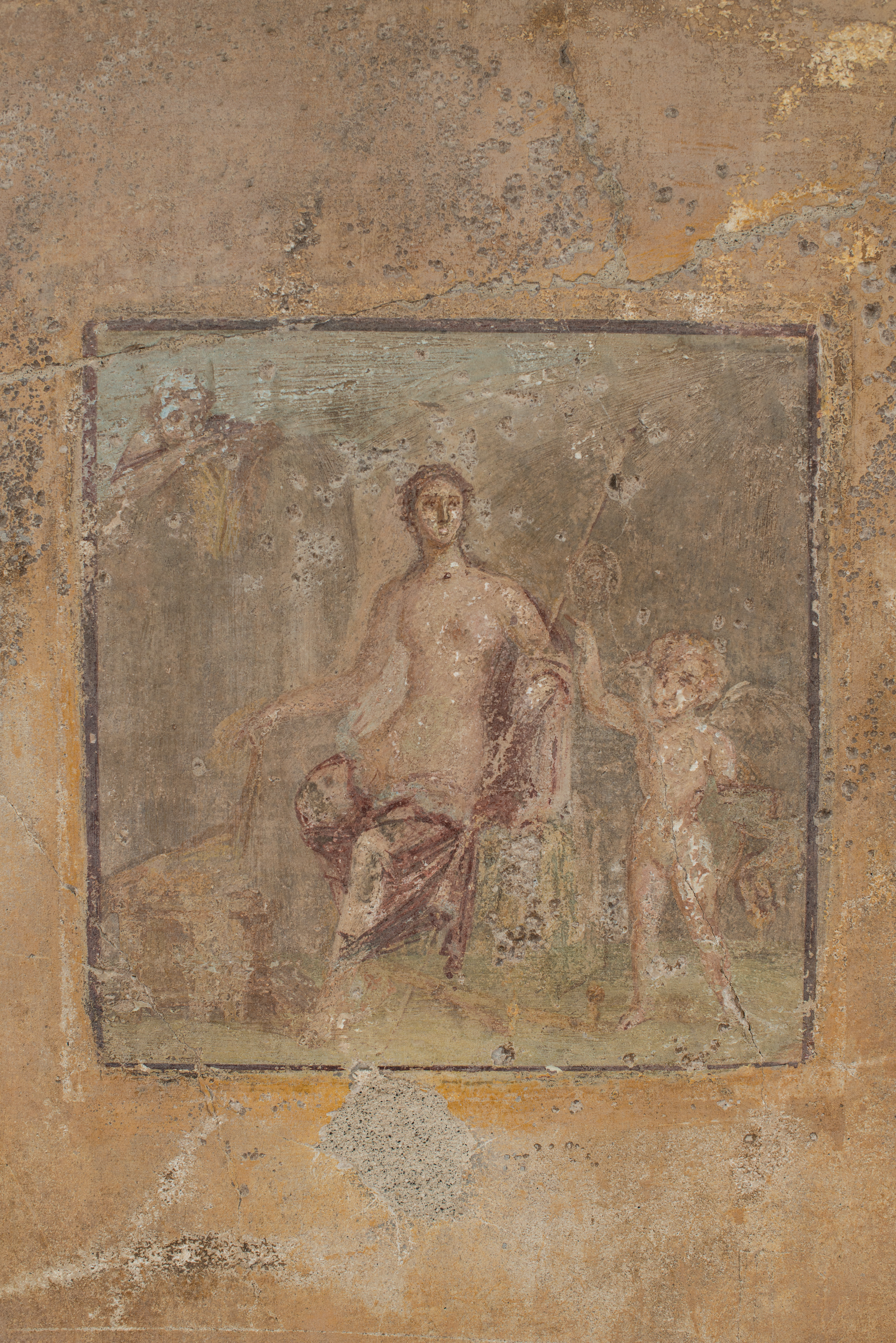
Gemälde im Tablinum
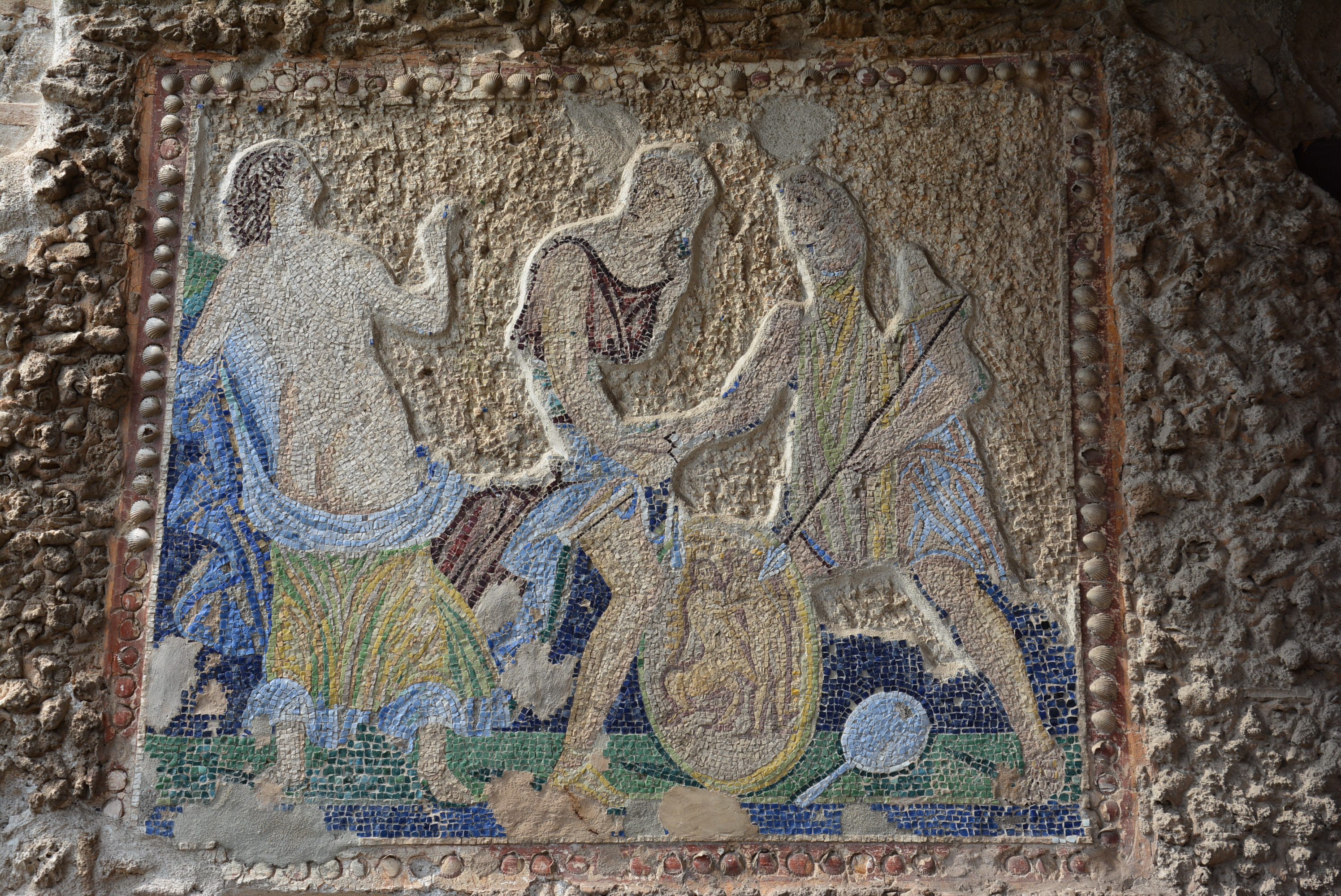
Entdeckung Achilleus’ durch Odysseus, Mosaik am Sommercubiculum
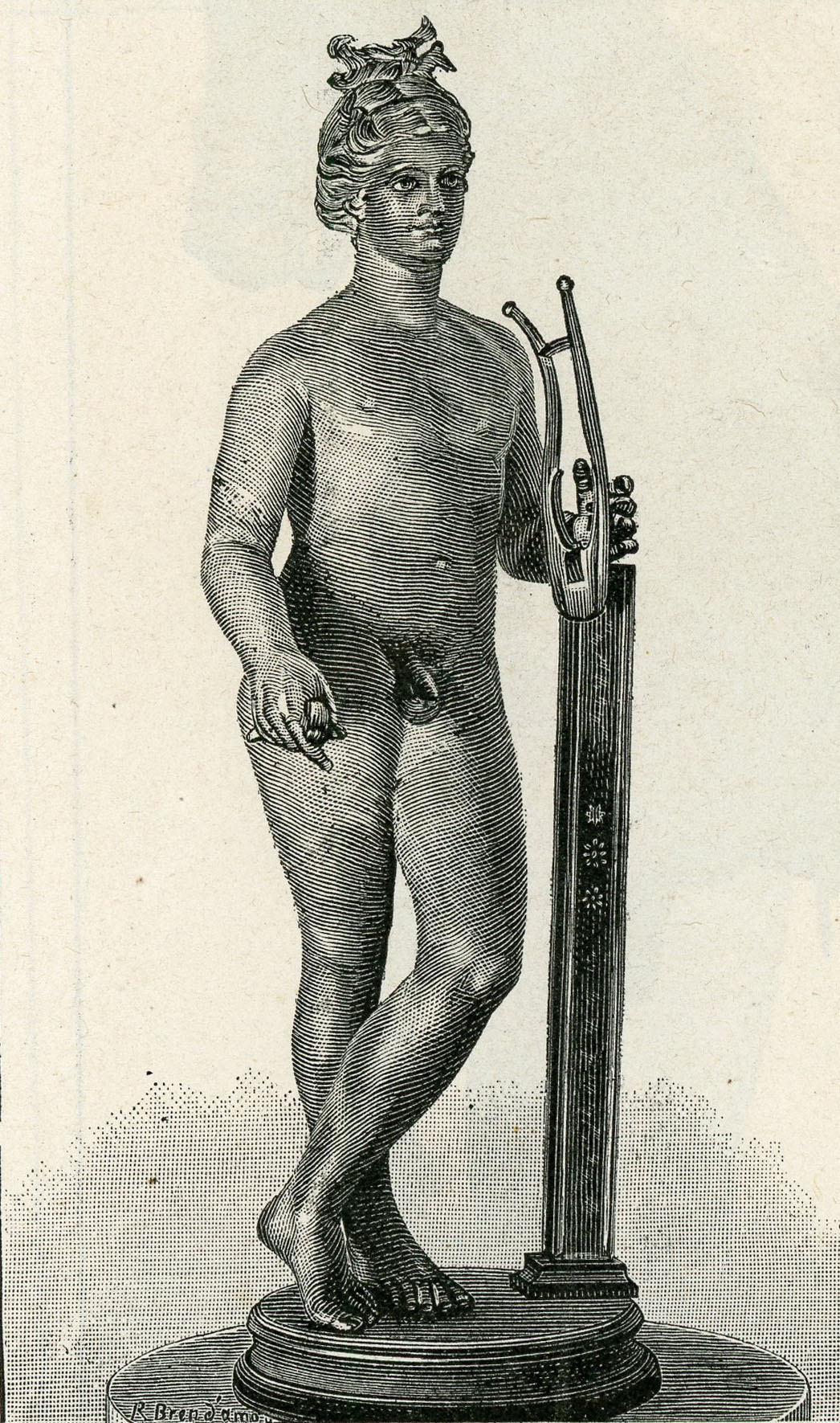
Statue des Apollo